# Arkösund
Arkösund is een plaats in de gemeente Norrköping in het landschap Östergötland en de provincie Östergötlands län in Zweden. De plaats heeft 133 inwoners (2005) en een oppervlakte van 34 hectare.

## Verkeer en vervoer
Bij de plaats loopt de Länsväg 209.
De plaats heeft een kleine haven.